# Lac de Roybon
Le lac de Roybon est un lac de barrage créé en 1979, sur la commune de Roybon (Isère), en France.

## Géographie
Le barrage se trouve au sud du bourg de Roybon.

## Caractéristiques
Cette retenue à vocation touristique de 200 000 m3 est due à une digue droite de 9 mètres de hauteur.

## Travaux et réaménagement
En 2012, le lac a connu un réaménagement : un second déversoir a été créé afin de permettre un meilleur écoulement de l'eau en cas d'intempérie.

## Événements
Plusieurs évènements ont été organisés sur le lac, comme le festival Berlioz,, ou des concerts en plein air comme Le Piano du Lac.
Des événements sportifs sont également organisés sur le lac (triathlon, trail),,.